# Honey Honey no Suteki na Bouken
Honey Honey no Suteki na Bouken (яп. ハニーハニーのすてきな冒険 Хани Хани но Сутэки на Бокэн, Невероятные приключения Хони Хони) — манга, автором которой является Хидэко Мидзуно. Начала публиковаться с 1966 года. По мотивам манги студиями Kokusai Eigasha и Toei Animation был выпущен аниме-сериал, который транслировался по телеканалу Fuji TV с 7 октября 1981 года по 1 мая 1982 года. Всего выпущено 29 серий аниме. Сериал транслировался также на территории Франции, Испании, Италии, Филиппинов, Польши и Бразилии.

## Сюжет
Действие разворачивается в Вене, в 1907 году. К принцессе Флоре, известной благодаря своей красоте, из разных стран мира прибыли кандидаты на её руку и сердце. После замечания вора Феникса о том, что принцесса без своего кольца с драгоценным камнем не будет такой привлекательной, она в припадке ярости выбросила кольцо в окно. Кольцо упало в воду, его проглотила рыба, которую вскоре съела Лили, домашняя кошка Хани-Хани, молодой официантки, работающей в ресторане. Принцесса издала новый указ, по которому тот, кто сможет вернуть ей кольцо, женится на ней. Ухажёры принцессы, узнав, где находится кольцо, устроили погоню за Хани-Хани. Феникс помогает официантке скрыться от преследователей. Сначала он пытается убедить Хани продать кошку, но та категорически отказывается и снова сбегает. Так начинается длительное путешествие девочки, которая убегала от преследователей и оказалась в таких городах, как Париж, Нью-Йорке, Осло, Лондон, Монте-Карло, Токио и Гибралтар. По мере развития сюжета она влюбляется в Феникса и они вместе пытаются спасти кошку Лили от тщеславной принцессы. В конце истории выясняется, что Хани является младшей сестрой принцессы Флоры, чьё настоящее имя Присцилла, которую в детстве похитили кочевые племена. Кольцо успешно извлекается из тела кошки, и Хани мирится с Флорой. Хани выходит замуж за Феникса, а Флора снова в припадке ярости выкидывает в окно кольцо, которое на этот раз съедает маленький пёс и убегает.

## Роли озвучивали
- Минори Мацусима — Хани-Хани
- Фуюми Сирайси — Принцесса Флора
- Макио Иноэ — Феникс